# Etnias no Irã
A maioria da população do Irã (aproximadamente 80%) é constituída por povos iranianos. Os maiores grupos desta categoria incluem os persas (que formam 61% da população iraniana) e os curdos (que formam 10% da população iraniana), com outras comunidades incluindo os semnani, os curdos khorasani, os larestani, os guiláquis, os mazandaranis, os luros, os tats, os taliches e os balúchis.
Os povos turcos constituem uma minoria substancial, entre 18 a 19% da população do país, sendo o maior grupo os azerbaijanos, que compõe a segunda maior etnia no Irã. Outros grupos turcos incluem os povos turcomanos, afexares, qashqais, turcos khorasani, shahsevan, khalaj e cazaques.
Os árabes representam entre 1 e 2% da população iraniana. O restante, cerca de 1% da população do país, trata-se de uma variedade de grupos menores, principalmente iranianos iraquianos, assírios iranianos, judeus iranianos, armênios iranianos, georgianos iranianos, circassianos e mandeístas.
Além da diversidade étnica, a sociedade iraniana também é heterogênea em termos religiosos; alguns grupos étnicos são tanto xiitas quanto sunitas. A maior parte dos muçulmanos xiitas são dos grupos étnicos guiláqui, mazandarani, persa, luro e azerbaijano. Quanto aos muçulmanos sunitas, destacam-se os grupos étnicos turcomanos e balúchis. Os curdos e os larestanis mostram uma distribuição mais equilibrada entre as duas ramificações do islã, com aproximadamente metade da etnia sendo xiita e a outra metade, sunita.
Na sociedade iraniana, há um senso prevalente de coesão social no qual os vários grupos étnicos do país, incluindo os luros, mazandaranis, cursos, azerbaijanos, balúchis e semnanis, não são considerados minorias, mas parte integrante da maioria da população iraniana.
No início do século XX, o Irã tinha uma população total de pouco menos de 10 milhões, com uma composição étnica aproximada de seis milhões de persas (60%), dois milhões e meio de azerbajano (25%) e 1,2 milhões de curdos e balúchis cada (12% cada).
Muitos dos grupos tribais tradicionais se urbanizaram e se assimilaram culturalmente durante os séculos XIX e XX, de modo que a identidade étnica, em muitos casos, é fluida. Também houve taxas consideráveis de casamentos entre diferentes grupos. Além disso, quase todos os grupos são fluentes em persa, o que, em muitos casos, marginaliza sua língua nativa tradicional. Alguns grupos também identificam-se com o seu estatuto de “minoria étnica” apenas apenas de maneira secundário ou citam múltiplas afiliações étnicas.